# Szirin Ab
Szirin Ab – wieś w Iranie, w ostanie Azerbejdżan Zachodni, w szahrestanie Mijandoab. W 2006 roku liczyła 395 mieszkańców.